# Iglesia de San Bartolomé (Vidania)
La iglesia de San Bartolomé es un inmueble de la entidad de población española de Vidania, en la provincia de Guipúzcoa.

## Descripción
El edificio se encuentra en la entidad de población española de Vidania, del municipio de Bidegoyan, perteneciente a la provincia de Guipúzcoa, en la comunidad autónoma del País Vasco. Se menciona como iglesia parroquial del lugar en el decimosexto y último volumen del Diccionario geográfico-estadístico-histórico de España y sus posesiones de Ultramar de Pascual Madoz, donde aparece descrita con las siguientes palabras: «igl. parr. (San Bartolomé) servida por un rector y 2 beneficiados».
Aparece referida en el Diccionario histórico-geográfico-descriptivo de los pueblos, valles, partidos, alcaldías y uniones de Guipúzcoa de Pablo de Gorosábel, en la entrada correspondiente a Vidania, con las siguientes palabras:

La iglesia parroquial es de la advocacion de San Bartolomé, la cual se halla servida por un rector y dos beneficiados: su fábrica es antigua, y de bastante buena arquitectura. El patronato de ella corresponde á la misma universidad; cuyos propietarios de casas proveen la rectoría. Antes del último concordato, la presentacion de los beneficios se hacía por el rector en las vacantes de los meses de marzo, junio, setiembre y diciembre, y por su magestad en los otros ocho meses del año.
(Gorosábel, 1862, p. 604)